# 72.ª edición de los Premios Óscar
La 72.ª edición de los Óscar premió a las mejores películas de 1999. Organizada por la Academia de Artes y Ciencias Cinematográficas, tuvo lugar en el Shrine Auditorium y Expo Center de Los Ángeles (Estados Unidos) el 26 de marzo de 2000.
American Beauty fue la gran vencedora con cinco estuíllas, incluida la de  mejor película. Otros ganadores fueron The Matrix con cuatro, The Cider House Rules (Las normas de la casa de la sidra) y Topsy-Turvy con dos y Todo sobre mi madre, Boys Don't Cry, Inocencia interrumpida, Un día en septiembre, El violín rojo, Sleepy Hollow, y Tarzan con uno. 
Sam Mendes se convirtió en el sexto director en ganar el premio al mejor directos en su debut. Kevin Spacey se convirtió en el décimo actor en ganar las dos categorías de Actor principal y actor de reparto. Por su parte, Angelina Jolie (premiada en esta edición) y Jon Voight (premiado en 1978 por su papel en El regreso) se convirtieron en la segunda pareja padre-hija en ganar sendas estauillas. A los 11 años, Haley Joel Osment se convirtió en el segundo actor más joven en tener una nominación a mejro actor de reparto por su papel en El sexto sentido, después de Justin Henry que fue nominado en esta categoría a los ocho años por Kramer vs. Kramer.

## Presentadores de premios
| Persona           | Categoría                         |
| ----------------- | --------------------------------- |
| Billy Crystal     | Maestro de Ceremonias             |
| Salma Hayek       | Premios científicos y técnicos    |
| Edward Norton     | In Memoriam                       |
| Angela Bassett    | Clip de The Sixth Sense           |
| Anjelica Huston   | Clip de The Insider               |
| Samuel L. Jackson | Clip de The Green Mile            |
| Diane Keaton      | Clip de American Beauty           |
| Winona Ryder      | Clip de The Cider House Rules     |
| Morgan Freeman    | Clip de Historia en las películas |

## Candidaturas y ganadores

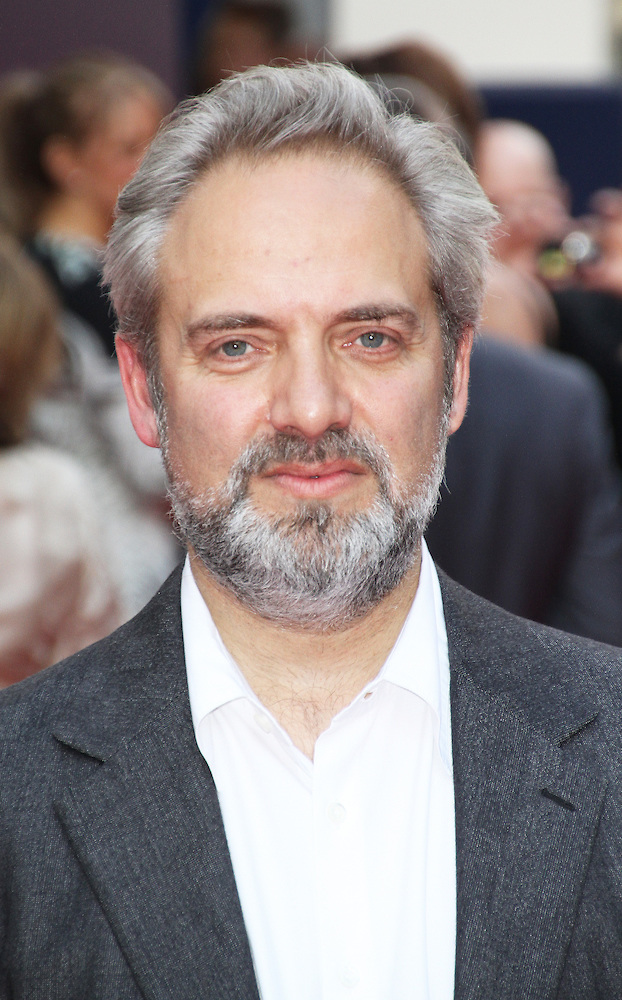
Sam Mendes fue el ganador del Óscar al mejor director por American Beauty.

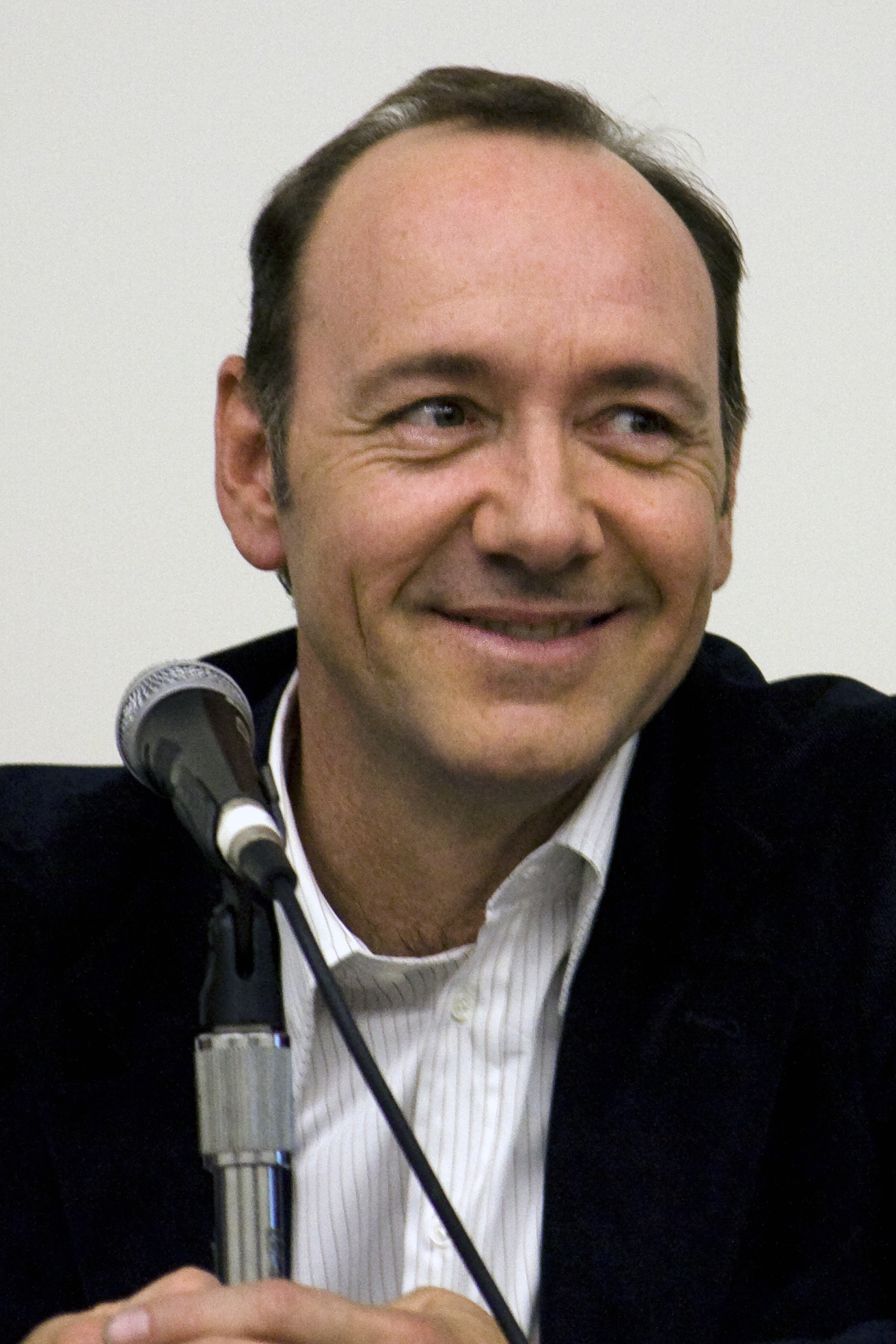
Kevin Spacey fue el ganador del Óscar al mejor actor por American Beauty.

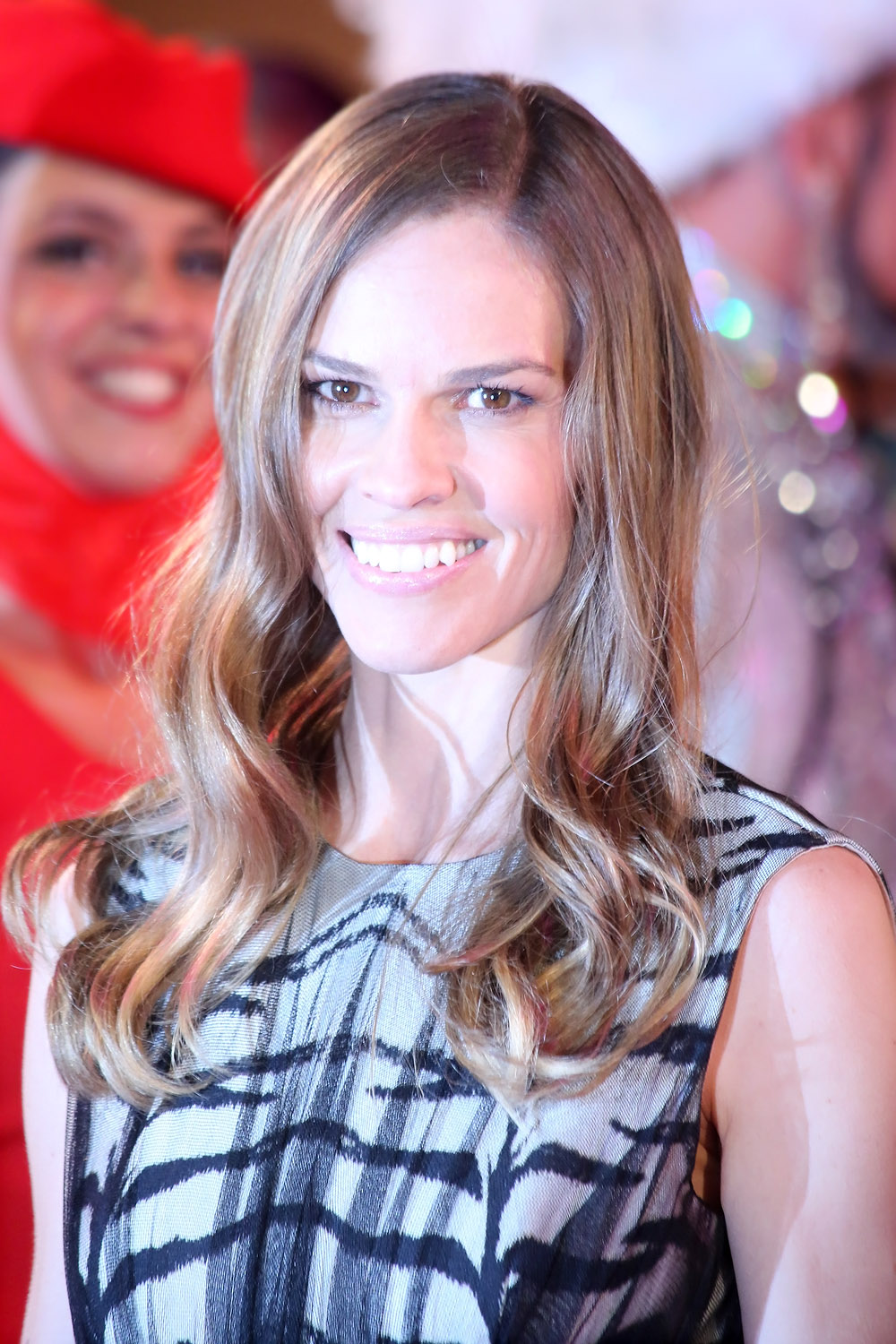
Hilary Swank fue la ganadora del Óscar a mejor actriz por Boys Don't Cry.

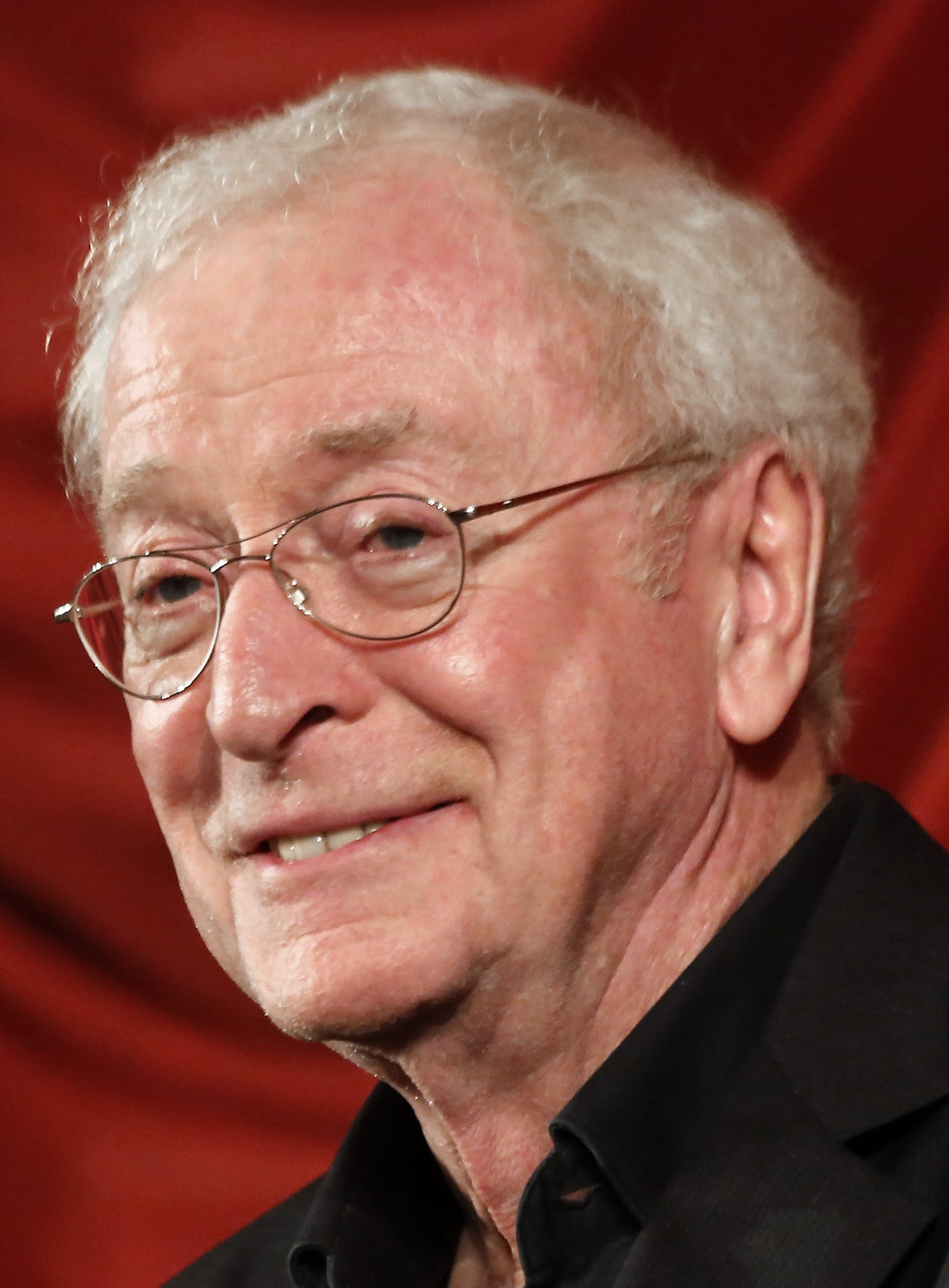
Michael Caine fue el ganador del Óscar a mejor actor de reparto por The Cider House Rules.

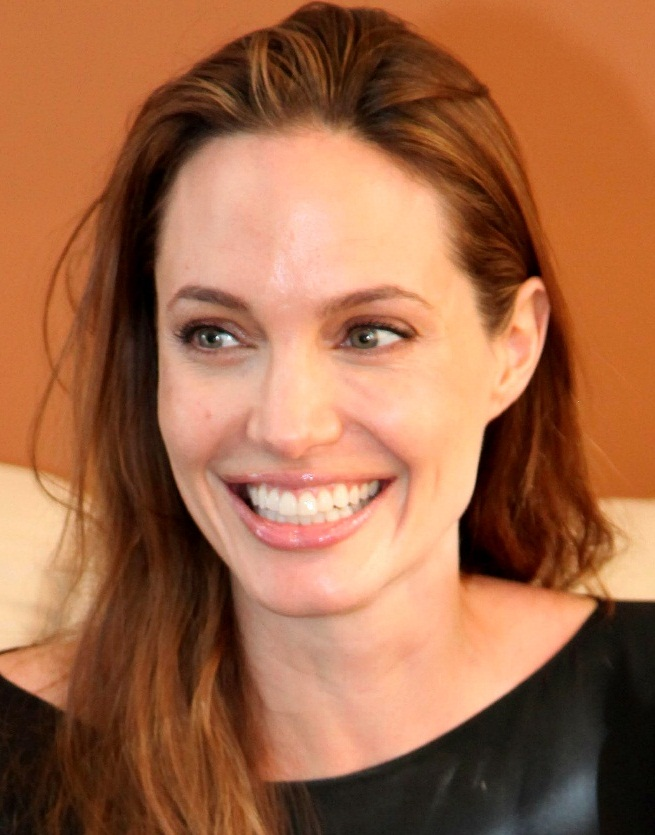
Angelina Jolie fue la ganadora del Óscar a la mejor actriz de reparto por Inocencia interrumpida.

Indica el ganador dentro de cada categoría.
| Mejor película Presentado por: Clint Eastwood | Mejor director Presentado por: Steven Spielberg |
| --- | --- |
| American Beauty — Bruce Cohen y Dan Jinks | Sam Mendes — American Beauty. |
| - The Cider House Rules (Las normas de la casa de la sidra) — Richard N. Gladstein - The Green Mile (La milla verde) — Frank Darabont y David Valdes - The Insider (El dilema) — Pieter Jan Brugge y Michael Mann - The Sixth Sense (El sexto sentido) — Frank Marshall, Kathleen Kennedy y Barry Mendel | - Spike Jonze — Being John Malkovich (Como ser John Malkovich) - Lasse Hallström — The Cider House Rules (Las normas de la casa de la sidra) - Michael Mann — The Insider (El dilema) - M. Night Shyamalan — The Sixth Sense (El sexto sentido) |
| Mejor actor Presentado por: Gwyneth Paltrow | Mejor actriz Presentado por: Roberto Benigni |
| Kevin Spacey — American Beauty como Lester Burnham | Hilary Swank — Boys Don't Cry como Brandon Teena |
| - Russell Crowe — The Insider (El dilema) como Jeffrey Wigand - Richard Farnsworth — The Straight Story (Una historia verdadera) como Alvin Straight - Sean Penn — Sweet and lowdown (Acordes y desacuerdos) como Emmet Ray - Denzel Washington — The Hurricane (Huracán Carter) como Rubin Carter | - Annette Bening — American Beauty como Carolyn Burnham - Janet McTeer — Tumbleweeds como Mary Jo Walker - Julianne Moore — The End of the Affair (El fin del romance) como Sarah Miles - Meryl Streep — Music of the Heart (Música del corazón) como Roberta Guaspari |
| Mejor actor de reparto Presentado por: Judi Dench | Mejor actriz de reparto Presentado por: James Coburn |
| Michael Caine — The Cider House Rules (Las normas de la casa de la sidra) como Dr. Wilbur Larch | Angelina Jolie — Girl, Interrupted (Inocencia interrumpida) como Lisa Rowe |
| - Tom Cruise — Magnolia como Frank T.J. Mackey - Michael Clarke Duncan — The Green Mile (La milla verde) como John Coffey - Jude Law — The Talented Mr. Ripley (El talento de Mr. Ripley) como Dickie Greenleaf - Haley Joel Osment — The Sixth Sense (El sexto sentido) como Cole Sear | - Toni Collette — The Sixth Sense (El sexto sentido) como Lynn Sear - Catherine Keener — Being John Malkovich (Como ser John Malkovich) como Maxine Lund - Samantha Morton — Sweet and lowdown (Acordes y desacuerdos) como Hattie - Chloë Sevigny — Boys Don't Cry como Lana Tisdel |
| Mejor guion original Presentado por: Mel Gibson | Mejor guion adaptado Presentado por: Kevin Spacey |
| American Beauty — Alan Ball | The Cider House Rules (Las normas de la casa de la sidra) — John Irving basado en Príncipes de Maine, reyes de Nueva Inglaterra por John Irving |
| - Being John Malkovich (Como ser John Malkovich) — Charlie Kaufman - Magnolia — Paul Thomas Anderson - The Sixth Sense (El sexto sentido) — M. Night Shyamalan - Topsy-Turvy — Mike Leigh | - Election — Alexander Payne y Jim Taylor basado en Election por Tom Perrotta - The Green Mile (La milla verde) — Frank Darabont basado en El pasillo de la muerte de Stephen King - The Insider (El dilema) — Eric Roth y Michael Mann basado en The Man Who Knew Too Much por Marie Brenner - The Talented Mr. Ripley (El talento de Mr. Ripley) — Anthony Minghella basado en El talento de Mr. Ripley por Patricia Highsmith |
| Mejor película extranjera (de habla no inglesa) Presentado por: Antonio Banderas y Penélope Cruz | |
| Todo sobre mi madre (España) en español — Pedro Almodóvar | |
| - Est-Ouest (La vida prometida (Este-Oeste)) (Francia) en francés — Régis Wargnier - Himalaya - l'enfance d'un chef (Himalaya) (Nepal) en nepalí — Éric Valli - Solomon & Gaenor (Reino Unido) en galés — Paul Morrison - Under solen (Bajo el sol) (Suecia) en sueco — Colin Nutley | |
| Mejor documental largo Presentado por: Ethan Hawke y Uma Thurman | Mejor documental corto Presentado por: Wes Bentley, Thora Birch y Mena Suvari |
| Un día en septiembre — Arthur Cohn y Kevin Macdonald | King Gimp — Susan Hannah Hadary y William A. Whiteford |
| - Buena Vista Social Club — Wim Wenders y Ulrich Felsberg - Genghis Blues — Roko Belic y Adrian Belic - On the Ropes — Nanette Burstein y Brett Morgen - Speaking in Strings — Paola di Florio y Lilibet Foster | - Eyewitness — Bert Van Bork - The Wildest Show in the South: The Angola Prison Rodeo — Simeon Soffer y Jonathan Stack |
| Mejor cortometraje Presentado por: Cate Blanchett y Jude Law | Mejor cortometraje animado Presentado por: Sheriff Woody, Buzz Lightyear y Jessie |
| My Mother Dreams the Satan's Disciples in New York — Barbara Schock y Tammy Tiehel | El viejo y el mar — Aleksandr Petrov. |
| - Bror, Min Bror — Henrik Ruben Genz y Michael W. Horsten - Killing Joe — Mehdi Norowzian y Steve Wax - Kleingeld — Marc-Andreas Bochert y Gabriele Lins - Major and Minor Miracles — Marcus Olsson | - 3 Misses — Paul Driessen - Humdrum — Peter Peake - My Grandmother Ironed the King's Shirts — Torill Kove - When the Day Breaks — Wendy Tilby y Amanda Forbis |
| Mejor banda sonora Presentado por: Charlize Theron y Keanu Reeves | Mejor canción original Presentado por: Cher |
| Le Violon rouge (El violín rojo) — John Corigliano | «You'll Be in My Heart» — Tarzán; Música y Letra por Phil Collins. |
| - American Beauty — Thomas Newman - Angela's Ashes (Las cenizas de Ángela) — John Williams - The Cider House Rules (Las normas de la casa de la sidra) — Rachel Portman - The Talented Mr. Ripley (El talento de Mr. Ripley) — Gabriel Yared | - «Blame Canada» — South Park: Bigger, Longer & Uncut (South Park: Más grande, más largo y sin cortes); Música y Letra por Trey Parker y Marc Shaiman - «Music of My Heart» — Music of the Heart (Música del corazón); Música y Letra por Diane Warren - «Save Me» — Magnolia; Música y Letra por Aimee Mann - «When She Loved Me» — Toy Story 2; Música y Letra por Randy Newman                                                |
| Mejor edición de sonido Presentado por: Chow Yun-Fat | Mejor sonido Presentado por: Mike Myers y Heather Graham |
| The Matrix — Dane A. Davis | The Matrix — John Reitz, Gregg Rudloff, David Campbell y David Lee |
| - Fight Club (El club de la lucha) — Ren Klyce y Richard Hymns - Star Wars. Episode I: The Phantom Menace (Star Wars: Episodio I - La amenaza fantasma) — Ben Burtt y Tom Bellfort | - The mummy (La momia) — Leslie Shatz, Chris Carpenter, Rick Kline y Chris Munro - Star Wars. Episode I: The Phantom Menace (Star Wars: Episodio I - La amenaza fantasma) — Gary Rydstrom, Tom Johnson, Shawn Murphy y John Midgley - The Green Mile (La milla verde) — Robert J. Litt, Elliot Tyson, Michael Herbick y Willie D. Burton - The Insider (El dilema) — Andy Nelson, Doug Hemphill y Lee Orloff                     |
| Mejor dirección artística Presentado por: Russell Crowe y Julianne Moore | Mejor fotografía Presentado por: Brad Pitt |
| Sleepy Hollow — Dirección artística: Rick Heinrichs; Diseño de decorados: Peter Young | American Beauty — Conrad L. Hall |
| - Anna and the King (Ana y el rey) – Dirección artística: Luciana Arrighi; Diseño de decorados: Ian Whittaker - The Cider House Rules (Las normas de la casa de la sidra) — Dirección artística: David Gropman; Diseño de decorados: Beth Rubino - The Talented Mr. Ripley (El talento de Mr. Ripley) — Dirección artística: Roy Walker; Diseño de decorados: Bruno Cesari - Topsy-Turvy — Dirección artística: Eve Stewart; Diseño de decorados: Eve Stewart y John Bush | - Snow Falling on Cedars (Mientras nieva sobre los cedros) — Robert Richardson - Sleepy Hollow — Emmanuel Lubezki - The End of the Affair (El fin del romance) — Roger Pratt - The Insider (El dilema) — Dante Spinotti |
| Mejor maquillaje Presentado por: Tobey Maguire y Erykah Badu | Mejor diseño de vestuario Presentado por: Drew Barrymore, Cameron Diaz y Lucy Liu |
| Topsy-Turvy — Christine Blundell y Trefor Proud | Topsy-Turvy — Lindy Hemming |
| - Austin Powers: The Spy Who Shagged Me (Austin Powers 2: La espía que me achuchó) — Michèle Burke y Mike Smithson - Life (Condenados a fugarse) — Rick Baker - Bicentennial Man (El hombre bicentenario) — Greg Cannom | - Anna and the King (Ana y el rey) — Jenny Beavan - Sleepy Hollow — Colleen Atwood. - The Talented Mr. Ripley (El talento de Mr. Ripley) — Ann Roth y Gary Jones. - Titus — Milena Canonero |
| Mejor montaje Presentado por: Tommy Lee Jones y Ashley Judd | Mejores efectos visuales Presentado por: Arnold Schwarzenegger |
| The Matrix — Zach Staenberg | The Matrix — John Gaeta, Janek Sirrs, Steve Courtley y Jon Thum |
| - American Beauty — Tariq Anwar y Christopher Greenbury - The Cider House Rules (Las normas de la casa de la sidra) — Lisa Zeno Churgin - The Insider (El dilema) — William Goldenberg, Paul Rubell y David Rosenbloom - The Sixth Sense (El sexto sentido) — Andrew Mondshein | - Star Wars. Episode I: The Phantom Menace (Star Wars: Episodio I - La amenaza fantasma) — John Knoll, Dennis Muren, Scott Squires y Rob Coleman - Stuart Little — John Dykstra, Jerome Chen, Henry F. Anderson III y Eric Allard |

### Óscar honorífico
- Andrzej Wajda, presentado por Jane Fonda

### Premio Irving Thalberg
- Warren Beatty, presentado por Jack Nicholson

## In Memoriam
El actor Edward Norton presentó la sección In Memorian. Los homenajeados fueron:
| - Sylvia Sidney - Jim Varney - Ernest Gold - Ruth Roman - Henry Jones - Robert Bresson - Desmond Llewelyn - Mario Puzo - Allan Carr - Rory Calhoun - Frank Tarloff - Marc Davis - Hedy Lamarr - Victor Mature | - Garson Kanin - Roger Vadim - Mabel King - Oliver Reed - Albert Whitlock - Ian Bannen - Abraham Polonsky - Dirk Bogarde - Edward Dmytryk - Lila Kedrova - Charles 'Buddy' Rogers - Madeline Kahn - George C. Scott |

## Premios y nominaciones múltiples
| Película                                                                               | Candidaturas | Premios |
| -------------------------------------------------------------------------------------- | ------------ | ------- |
| American Beauty                                                                        | 8            | 5       |
| The Matrix                                                                             | 4            | 4       |
| The Cider House Rules (Las normas de la casa de la sidra)                              | 7            | 2       |
| Topsy-Turvy                                                                            | 4            | 2       |
| Sleepy Hollow                                                                          | 3            | 1       |
| Boys Don't Cry                                                                         | 2            | 1       |
| Girl, Interrupted (Inocencia interrumpida)                                             | 1            | 1       |
| Tarzán                                                                                 | 1            | 1       |
| Todo sobre mi madre                                                                    | 1            | 1       |
| Le Violon rouge (El violín rojo)                                                       | 1            | 1       |
| The Insider (El dilema)                                                                | 7            | 0       |
| The Sixth Sense (El sexto sentido)                                                     | 6            | 0       |
| The Talented Mr. Ripley (El talento de Mr. Ripley)                                     | 5            | 0       |
| The Green Mile (La milla verde)                                                        | 4            | 0       |
| Being John Malkovich (Como ser John Malkovich)                                         | 3            | 0       |
| Magnolia                                                                               | 3            | 0       |
| Star Wars. Episode I: The Phantom Menace (Star Wars: Episodio I - La amenaza fantasma) | 3            | 0       |
| Anna and the King (Ana y el rey)                                                       | 2            | 0       |
| The End of the Affair (El fin del romance)                                             | 2            | 0       |
| Music of the Heart (Música del corazón)                                                | 2            | 0       |
| Sweet and lowdown (Acordes y desacuerdos)                                              | 2            | 0       |